# سیمون کلیست
سیمون کلیست (انگلیسی: Simon Clist؛ زادهٔ ۱۳ ژوئن ۱۹۸۱) بازیکن فوتبال اهل بریتانیا است.
از باشگاه‌هایی که در آن بازی کرده‌است می‌توان به باشگاه فوتبال تورکی یونایتد، باشگاه فوتبال آکسفورد یونایتد، باشگاه فوتبال بارنت، باشگاه فوتبال بریستول سیتی، باشگاه فوتبال فارست گرین راورز و باشگاه فوتبال هرفورد یونایتد اشاره کرد.